# Svatove, Krasnoperekopsk
Svatove (în ucraineană Сватове) este un sat în comuna Bratske din raionul Krasnoperekopsk, Republica Autonomă Crimeea, Ucraina.

## Demografie
Componența lingvistică a localității Svatove
     Ucraineană (39,13%)
     Rusă (36,52%)
     Tătară crimeeană (24,35%)
Conform recensământului din 2001, nu exista o limbă vorbită de majoritatea populației, aceasta fiind compusă din vorbitori de ucraineană (39,13%), rusă (36,52%) și tătară crimeeană (24,35%).